# ادریس باموس
ادریس باموس (انگلیسی: Driss Bamous؛ زادهٔ ۱۵ دسامبر ۱۹۴۲ – درگذشته ۱۶ آوریل ۲۰۱۵) بازیکن سابق فوتبال اهل مراکش بود.
وی عضو تیم ملی فوتبال مراکش در جام جهانی فوتبال ۱۹۷۰ بود.